# Піше-Вар
Піше-Вар (перс. پيشه ور) — село в Ірані, у дегестані Ховме, в Центральному бахші, шагрестані Решт остану Ґілян. За даними перепису 2006 року, його населення становило 804 особи, що проживали у складі 215 сімей.

## Клімат
Середня річна температура становить 14,38°C, середня максимальна – 28,41°C, а середня мінімальна – -0,12°C. Середня річна кількість опадів – 1204 мм.
| Клімат поселення                              | Клімат поселення | Клімат поселення | Клімат поселення | Клімат поселення | Клімат поселення | Клімат поселення | Клімат поселення | Клімат поселення | Клімат поселення | Клімат поселення | Клімат поселення | Клімат поселення | Клімат поселення |
| Показник                                      | Січ.             | Лют.             | Бер.             | Квіт.            | Трав.            | Черв.            | Лип.             | Серп.            | Вер.             | Жовт.            | Лист.            | Груд.            |                  |
| Середній максимум, °C                         | 8,76             | 8,74             | 11,53            | 17,70            | 21,87            | 25,36            | 28,41            | 28,07            | 24,88            | 21,13            | 16,62            | 12,14            |                  |
| Середня температура, °C                       | 4,30             | 4,31             | 7,11             | 13,26            | 17,45            | 20,92            | 24,06            | 23,72            | 20,54            | 16,80            | 12,26            | 7,80             |                  |
| Середній мінімум, °C                          | −0,12            | −0,12            | 2,68             | 8,84             | 13,02            | 16,49            | 19,71            | 19,36            | 16,18            | 12,43            | 7,90             | 3,44             |                  |
| Норма опадів, мм                              | 124              | 99               | 88               | 49               | 47               | 31               | 30               | 62               | 134              | 206              | 182              | 152              |                  |
| Середньомісячна швидкість вітру, м/с          | 2.30             | 2.40             | 2.40             | 2.30             | 2.35             | 2.60             | 2.60             | 2.30             | 2.10             | 2.09             | 2.00             | 2.00             |                  |
| Середньомісячна сонячна радіація, кДж/м²·день | 6802             | 8900             | 10915            | 15571            | 19877            | 22044            | 22884            | 19161            | 15614            | 10713            | 8503             | 6527             |                  |
| --------------------------------------------- | ---------------- | ---------------- | ---------------- | ---------------- | ---------------- | ---------------- | ---------------- | ---------------- | ---------------- | ---------------- | ---------------- | ---------------- | ---------------- |
| Джерело:                                      |                  |                  |                  |                  |                  |                  |                  |                  |                  |                  |                  |                  |                  |